# Брусин
Бру́син — лінійна станція Донецької залізниці. Розташована у Краматорському районі Донецької області.

## Історія
Роз'їзд 7 верста як роздільний пункт на лінії Шухтанове (Лиман) — Краматорськ Північно-Донецької залізниці було засновано 1916 року, хоча саму залізницю відкрили у 1910—1911 роках. З 1924 року по роз'їзду 7 верста зупинявлися приміські потяги сполученням Слов'янськ — Лиман. Станом на 1925 рік роз'їзд № 7 - двоколійний роздільний пункт без навантаження, штат якого складався з начальника станції, двох чергових по станції, 6 стрілочників. По роз'їзді було облаштовано 2 ручні стрілки і 2 стрілочні пости. 1926 року встановлено сучасну назву роздільного пункту — роз'їзд Брусин. До 1941 року на роз'їзді зупинялися швидкі та пасажирські потяги із вагонами і групами вагонів у сполученнях:
- Ленінград — Маріуполь;
- Полоцьк — Маріуполь;
- Москва — Маріуполь;
- Брянськ — Льгов — Маріуполь;
- Смоленськ — Єнакієве;
- Харків — Єнакієве;
- Харків — Дебальцеве;
- Харків — Мушкетове;
- Ленінград — Сталіне;
- Орша — Сталіне;
- Гомель — Сталіне.

Станція обслуговує курортну зону поблизу міста Лиман. Станційна будівля сильно постраждала від бойових дій у 2014 році.

## Пасажирське сполучення
На станції зупиняються приміські електропоїзди, що курсують між станціями Фенольна, Ізюм, Лиман та Слов'янськ.

## Галерея

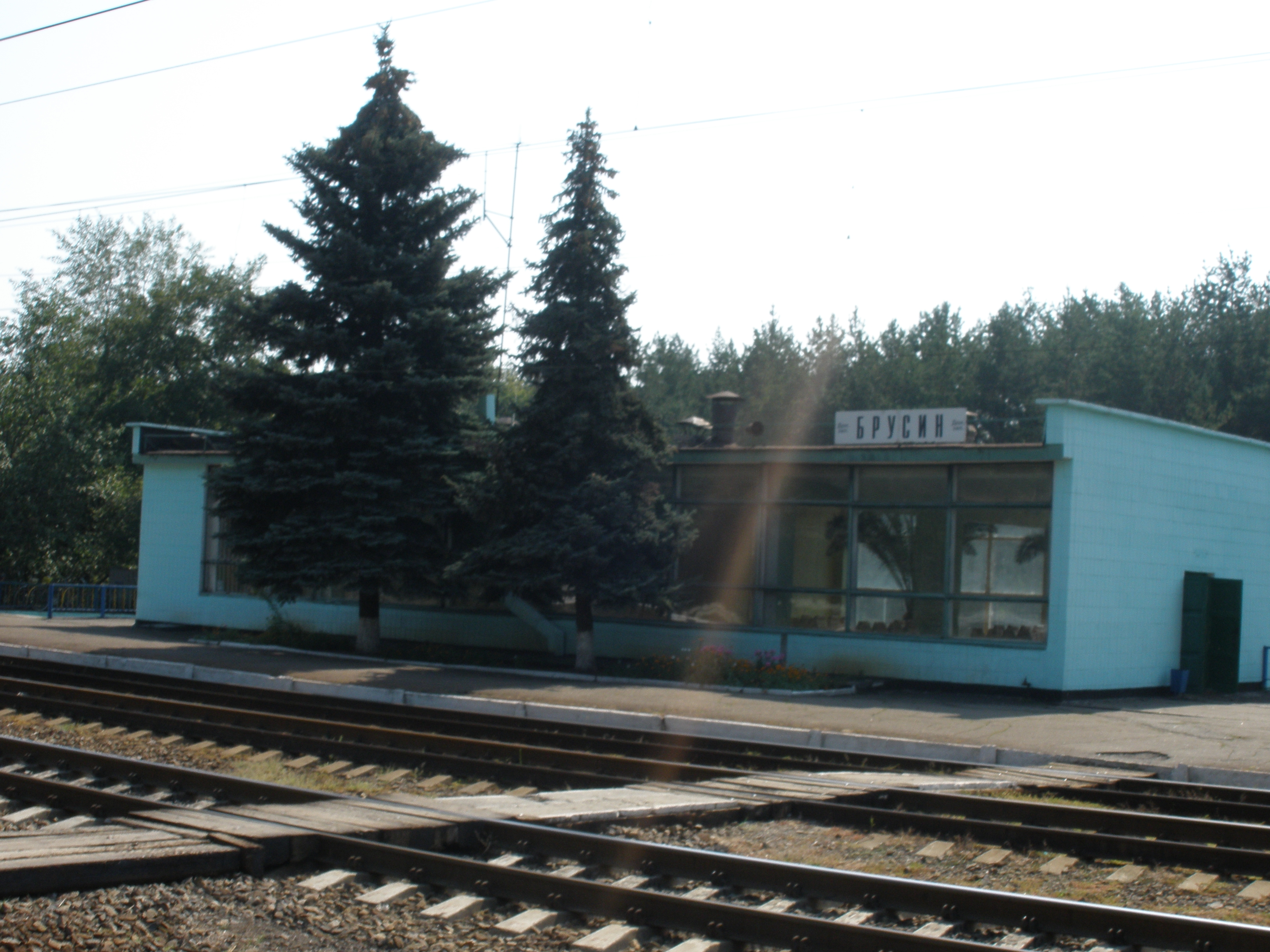
Будівля вокзалу
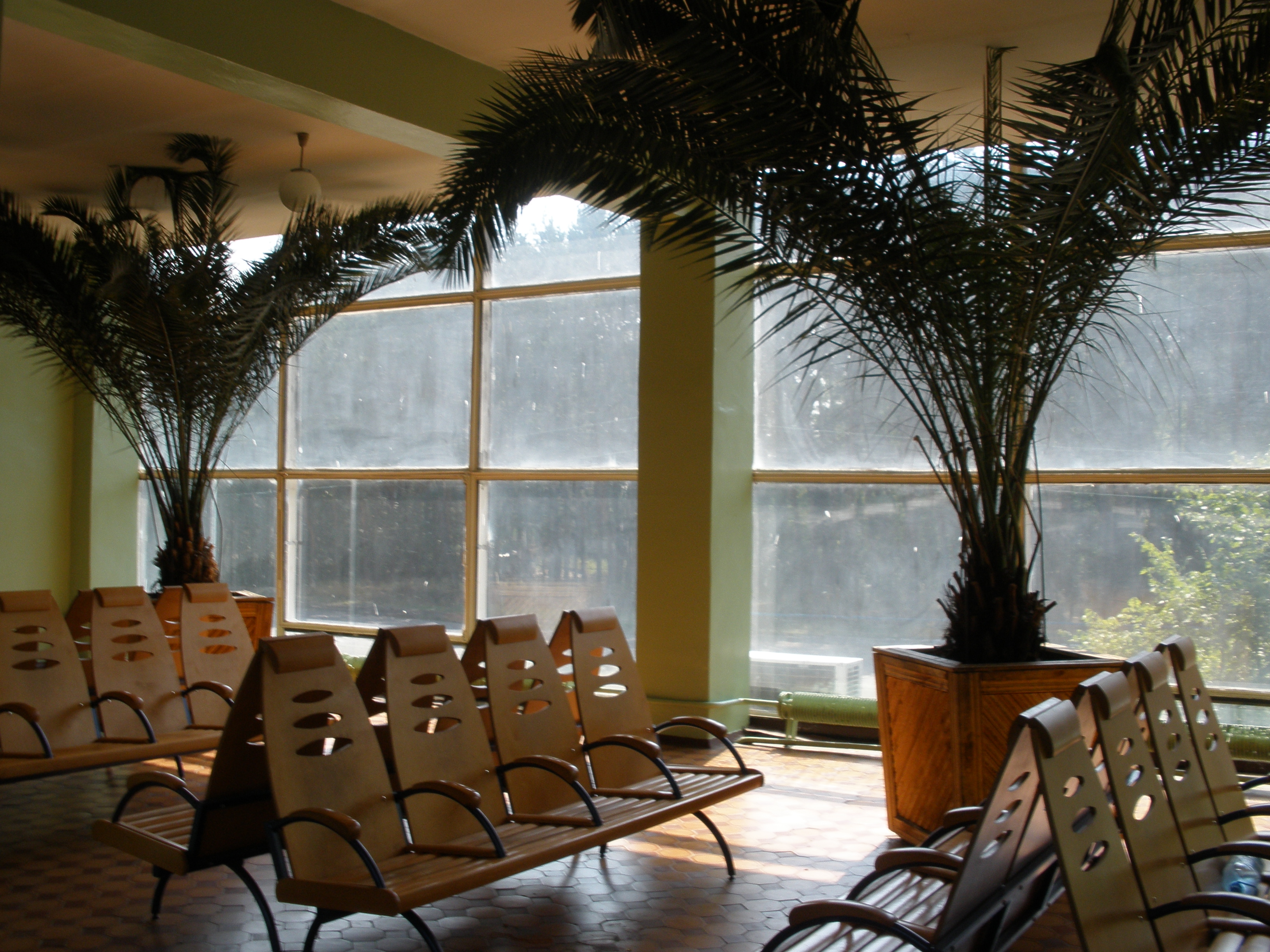
Зала очікування